# حمض السوربيك
حمض السوربيك أو 2,4-حمض الهكساديونيك هو مركب عضوي طبيعي يستخدم في حفظ الطعام. صيغته الكيميائية هي C6H8O2، وهو صلب عديم اللون قابل للذوبان في الماء قليلا ويتبخر بسهولة. تم فصله لأول مرة من ثمرة شجرة الروان غير الناضجة واسمها العلمي (باللاتينية: Sorbus aucuparia) ومنه اشتق اسمه «السوربيك».

## تاريخ
تم اكتشاف حمض السوربيك لأول مرة عام 1859 عن طريق تقطير زيت توت الروان ( باللاتينية : rowan berry. ) من قبل آوغست فيلهلم فون هوفمان حيث تم اكتشاف تأثيره المثبط للاحياء الدقيقة من قبل مولر في ألمانيا عام 1939 
واصبح ينتج صناعياً في منتصف الخمسينيات من القرن الماضي ليتم استخدامه في حفظ الاغذية على مستوى العالم.

## خصائص واستخدامات
حمض السوربيك عبارة عن بلورات بيضاء لها رائحة خفيفة مميزة وطعم حامضي , يذوب في 100 غ ماء على درجة حرارة الغرفة بنسبة 0.15 بينما ينحل 13 غ منه في 100 غ كحول ايثيلي وتتراوح درجة الذوبان في الدهون والزيوت بين 0.5-1 غ ⁄ 100 غ .
يتم استخدام حمض السوربيك على شكل أملاح مثل أملاح الصوديوم أو البوتاسيوم أو الكالسيوم 
و هي عوامل مضادة للميكروبات تستخدم عادة كمواد حافظة لمنع نمو العفن والفطريات في العديد من الأغذية كالأجبان والخبز .

## وصلات خارجية
- Sorbic inchem.org